# Nematidium argentinum
Nematidium argentinum es una especie de coleóptero de la familia Zopheridae.

## Distribución geográfica
Habita en Argentina.